# فيلي ويلسون
فيلي ويلسون (بالإنجليزية: Willie Wilson)‏ (9 أكتوبر 1941 في المملكة المتحدة - 1 نوفمبر 2001) هو مدرب كرة قدم ولاعب كرة قدم بريطاني في مركز حراسة المرمى. لعب مع نادي هيبرنيان وبيرويك راينجرز ونادي كاودينبيث لكرة القدم.